# Nikon D5
La Nikon D5 è una fotocamera reflex (DSLR) prodotta dalla Nikon Corporation, annunciata il 5 gennaio 2016 durante il CES di Las Vegas. Succede alla Nikon D4s ed è stata lanciata sul mercato ad un prezzo di 6400 dollari. Ha un sensore di 20.8 milioni di pixel. È disponibile in due versioni, la prima con doppio slot di memoria XQD (tipo di memoria sviluppata da Sony e presente dalla D4) e l'altra con doppio slot di memorie CF.
La D5 esteriormente non è molto dissimile al modello D4s, diverse invece le novità dal punto di vista delle caratteristiche tecniche. Rispetto al modello precedente monta il nuovo processore Expeed5 e sono nuovi anche il sistema AutoFocus MultiCAM 20K, il modulo esposimetrico ed il blocco specchio-otturatore.
La cadenza di scatto massimo è di 12 fps in modalità af/ae e 14 in modalità mirrorup, 200 frame di buffer in raw 14 bit lossless + jpg fine. L'autofocus di cui è dotata ha 153 punti di messa a fuoco di cui 99 a croce, la sensibilità minima dell'af è pari a -4EV. La sensibilità ISO nativa arriva a 102.400 incrementabile fino ad arrivare ad un massimo di 3.280.000 ISO equivalenti impostando 5EV.
La D5 ha la modalità video e può fare riprese alle risoluzione 720p, 1080p e 2160p, fino a 3840 x 2160 (4K UHD).